# Отсрочка платежа
Отсро́чка платежа́ — способ погашения задолженности, при котором её внесение в полной сумме переносится на срок более поздний, прописывается в договоре (либо доп.соглашении).

## В кредитовании
Отсрочка платежа также применяется в потребительском кредитовании. Покупатель по договору кредитования делает первоначальный взнос в определённом размере и получает отсрочку дальнейших платежей на определённый срок. Отсрочка используется как в розничной, так и в оптовой торговле. Условия отсрочки, в отличие от типовой формы кредитного договора, чаще всего оговариваются индивидуально, в зависимости от суммы первоначального платежа.